# 受託放送事業者
受託放送事業者（じゅたくほうそうじぎょうしゃ）は、過去にあった放送事業者の一種である。

## 概要
従前の放送法では、第2条第3号の4に受託放送事業者を「電波法の規定により受託国内放送、受託協会国際放送又は受託内外放送（以下「受託放送」と総称する。）をする無線局の免許を受けた者」と定義していた。
通信と放送の融合を目指して放送法が改正され、2011年（平成23年）6月30日施行されて受託放送事業者の定義は削除され、受託放送は廃止された。
本記事ではこの廃止時までのことを主として述べる。

## 定義
引用の促音の表記は原文ママ
受託放送事業者
1989年（平成元年）10月1日に「電波法の規定により受託国内放送をする無線局の免許を受けた者」と定義された。
1994年（平成6年）12月1日に上記のように変更された。
受託国内放送
1989年10月1日に放送法第2条第1号の3に「他人の委託により、その放送番組を国内において受信されることを目的としてそのまま送信する放送であつて、人工衛星の無線局により行われるもの」と定義された。
2010年（平成22年）4月23日に「他人の委託により、その放送番組を国内において受信されることを目的としてそのまま送信する放送であつて、人工衛星の無線局又は移動受信用地上放送をする無線局により行われるもの」と変更された。
受託協会国際放送
1994年12月1日に放送法第2条第2号の2の2に「日本放送協会の委託により、その放送番組を外国において受信されることを目的としてそのまま送信する放送であつて、人工衛星の無線局により行われるもの」と定義された。
受託内外放送
1994年12月1日に放送法第2条第2号の2の3に「他人の委託により、その放送番組を国内及び外国において受信されることを目的としてそのまま送信する放送であつて、人工衛星の無線局により行われるもの」と定義された。
受託放送役務
1989年10月1日に放送法第52条の10第1項に「委託放送事業者等の委託によりその放送番組を放送する役務」と規定された。

## 制度廃止時の状況

### 受託国内放送
種類とこれに対応する事業者は次表の通り。
| 放送周波数帯                      | 方式                  | 局所在地            | プラットフォーム  | 受託放送事業者                                   |
| --------------------------------- | --------------------- | ------------------- | ----------------- | ------------------------------------------------ |
| BS （11.7 - 12.2GHz）             | アナログ （NTSC-BS）  | 東経110度 静止軌道  | （なし）          | 放送衛星システム                                 |
| BS （11.7 - 12.2GHz）             | デジタル （ISDB-S）   | 東経110度 静止軌道  | （なし）          | 放送衛星システム                                 |
| BS （11.7 - 12.2GHz）             | デジタル （ISDB-S）   | 東経110度 静止軌道  | スカパー!e2（※1） | 放送衛星システム                                 |
| CS （12.2 - 12.75GHz）            | デジタル （ISDB-S）   | 東経110度 静止軌道  | スカパー!e2       | スカパーJSAT                                     |
| CS （12.2 - 12.75GHz）            | デジタル （ISDB-S）   | 東経110度 静止軌道  | （なし）（※2）    | スカパーJSAT                                     |
| CS （12.2 - 12.75GHz）            | デジタル （DVB-S）    | 東経124度 静止軌道  | スカパー!（※3）   | スカパーJSAT                                     |
| CS （12.2 - 12.75GHz）            | デジタル （DVB-S）    | 東経128度 静止軌道  | スカパー!（※3）   | スカパーJSAT                                     |
| 移動受信用地上 （207.5 - 222MHz） | デジタル （ISDB-Tmm） | 日本各地 （未設置） | 未定              | ジャパン・モバイル キャスティング （免許未交付） |

- （※1）BSでは、委託放送事業者であるスター・チャンネルが「スター・チャンネル ハイビジョン」を運営していた。
- （※2）委託放送事業者であるSCサテライト放送は、「スカパー!e2」を利用していなかった。
- （※3）スカパー!は、受託国内放送以外に、電気通信役務利用放送法に基づく電気通信役務利用放送としても行われていた（この場合に同法に規定する電気通信役務利用放送事業者が利用する電気通信役務を提供する電気通信事業者はスカパーJSATであった。）。こちらの放送方式はデジタル（DVB-S及びDVB-S2）。

移動受信用地上放送は、周波数帯が7月24日まで、但し東日本大震災に伴う地上デジタル放送に係る電波法の特例に関する法律の施行により岩手県、宮城県、福島県では最長で翌2012年（平成24年）7月24日まで、地上アナログテレビジョン放送周波数帯の一部として使用されるため、翌年4月の放送開始を目指していた。

### 受託協会国際放送
事業者はインテルサット1社のみで、3つの軌道位置にある人工衛星により行われていた（NHKワールドTVを参照）。

### 受託内外放送
制定時から廃止時までに実施した事業者は存在しなかった。

## 受託放送役務の提供義務
電気通信事業法では、受託放送役務にかかる事業を電気通信事業には含めないものとしていた。
受託放送事業者は、委託放送事業者等からその放送番組について総務大臣の認定に従った放送の委託の申込みを受けたときは、正当な理由がなければこれを拒んではならないとされていた。

## 放送法改正による経過措置
従前の受託放送事業者は以下の事業者にみなされて放送事業者としては位置付けられなくなった。但し、設備提供義務が放送法によって規定される点は変わらない。
- 移動受信用地上放送、特別衛星放送を行う受託放送事業者→基幹放送局提供事業者

なお、放送局設備供給役務が、放送法第118条第1項に「基幹放送局設備を認定基幹放送事業者の基幹放送の業務の用に供する役務」と規定され、受託放送役務が規定されていなかった地上基幹放送にも適用されることとなった。
- 一般衛星放送を行う受託放送事業者→電気通信事業者の一形態

従来の衛星役務利用放送の電気通信役務を提供する電気通信事業者もあわせて統合された。